# ジェームズ・クリスティー

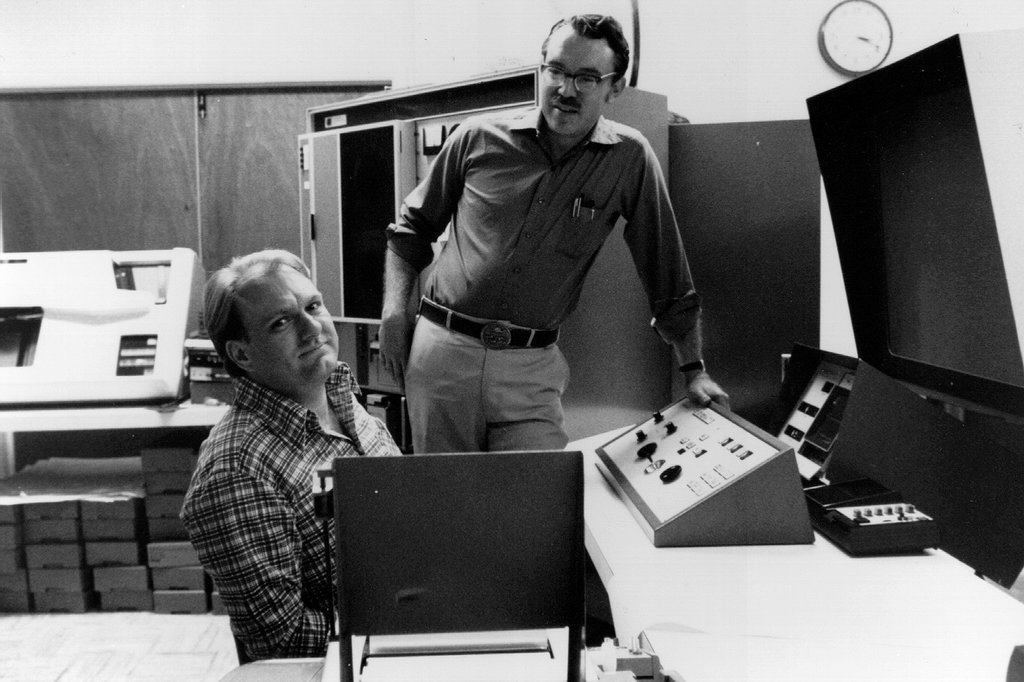
ジェームズ・クリスティー（左）とロバート・ハリントン（1978年）

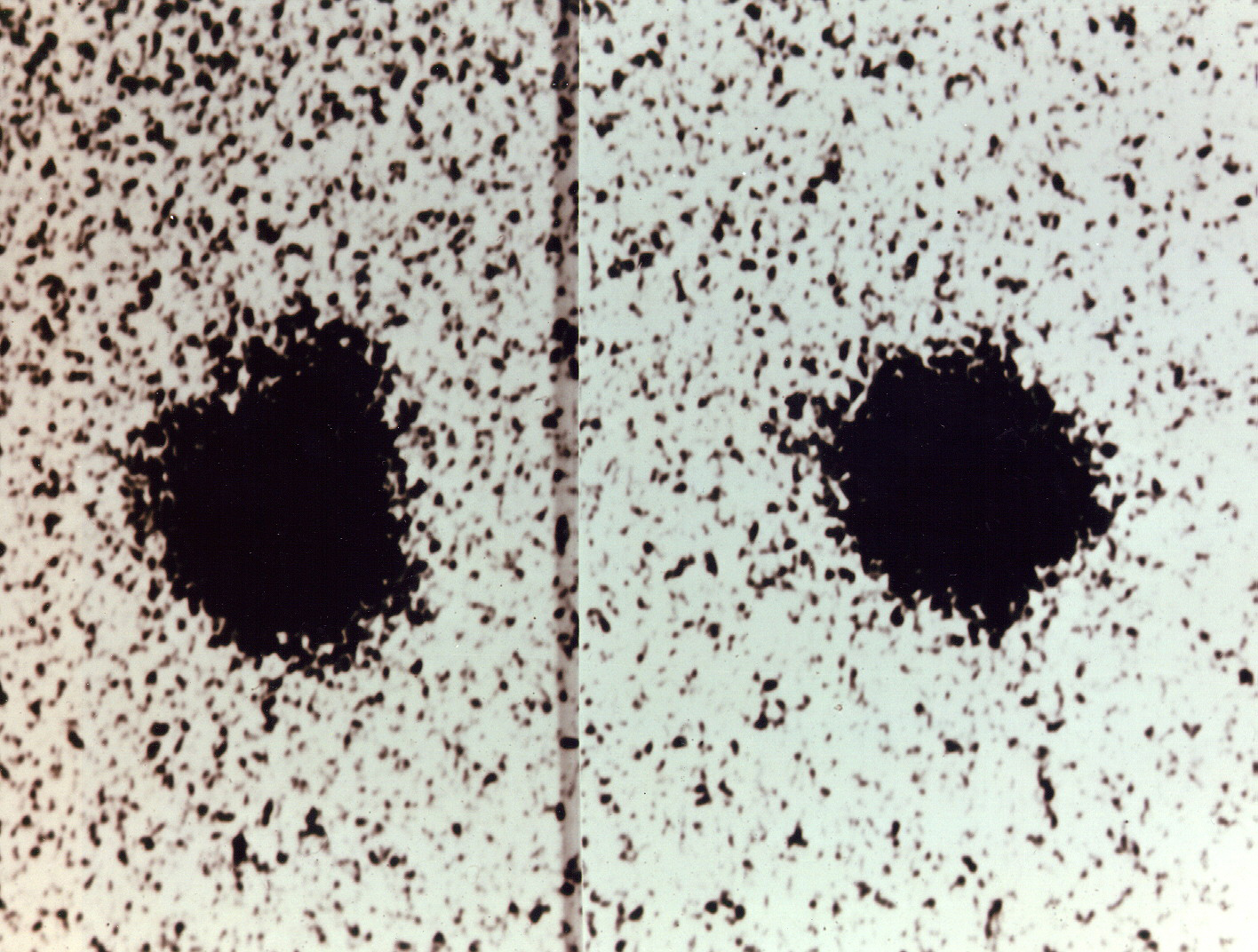
クリスティーがカロンを発見した時の写真。左側の写真に写る冥王星の右上の膨らみがカロン

ジェームズ・ウォルター・クリスティー（James Walter Christy, 1938年9月15日 - ）は、アメリカの天文学者。
アメリカ海軍天文台に勤務し、1978年に冥王星が衛星を持っていることを発見し、「カロン」と命名した。
彼は慎重に冥王星の写真乾板の拡大を調べ、非常にわずかなふくらみを持っていることを発見し、連続した数日以上の写真を検討することで、彼はそれが衛星であると確信した。写真による検証だけでは不十分と思われたが、予想される軌道計算に基づき冥王星とカロンの食が、計算通りに観測されたことで、衛星の存在は実証された。
最新の望遠鏡（例えばハッブル宇宙望遠鏡）では、冥王星とカロンの像は、容易に分解できる。
小惑星(129564)クリスティーは彼を称えて命名された。